# Лепосавич
Лепосавич или Албанику (серб. Лепосавић; алб. Leposaviq или Albaniku) — город на Балканском полуострове, в Северном Косове. Согласно административно-территориальному делению Сербии входит в Косовско-Митровицкий округ автономного края Сербии Косово и Метохия, Согласно административно-территориальному делению частично признанной Республики Косово, является административным центром одноимённой общины Республики Косово.

## Население
Население города Лепосавича 20,6 тыс. человек, сербы имеют подавляющее большинство (свыше 97 %).